# Vilhelm Kiers Kollegium
Vilhelm Kiers Kollegium er et kollegium i den nordvestlige del af Aarhus ved Hasle. Kollegiet er bygget i 1970 og er hjemsted for ca. 630 studerende.
Kollegiet er en fusion af Trillegårdskollegiet og Vilhelm Kiers Kollegiet, da disse i omkring 20 år havde separat administration, men fælles kollegiale aktiviteter. Dengang var Vilh. Kiers kollegiet forbeholdt studerende på ASB, da den fik støtte af Vilhelm Kiers Fond. 
Kollegiet er opbygget i 21 Blokke i to etager, med en gang på hver etage, på hver gang bor der 15 personer og man deler køkken, men har eget badeværelse.
I kollegiets fællesbygning er der Baren.dk som er kollegiets bar, vaskeri, motion og musik rum og et festlokale der udlejes til beboere.